# ハワイヌイビール会社
ハワイヌイビール会社（英文：Hawai'i Nui Brewing Company）はハワイヌイブルワリー（Hawai'i Nui Brewery）とも呼ばれ、アメリカ合衆国ハワイ州ハワイ島のヒロに本社があるビール会社である。以前のメハナ・ブルワリー（メハナビール会社）とケオキブルワリー（Keoki Brewery）が2008年に合併して成立した会社で、   カワイヌイ・メハナなどの銘柄を販売している。ヒロにテースティンブ・ルームがある。
ハワイ島にはこの他に、コナビール会社（Kona Brewing Company、本社：カイルア・コナ）もある。

## 参考
1. ↑  ハワイヌイブワリーとメハナブルワリーが合併 (英文)
2. ↑  メハナブルワリー醸造所見学